# Czechosłowacki Wojskowy Order Lwa Białego „Za zwycięstwo”
Czechosłowacki Wojskowy Order Lwa Białego „Za zwycięstwo” (cz. Československý vojenský řád bilého Lva „Za vítězství”) – czechosłowackie najwyższe odznaczenie wojskowe nadawane za wybitne zasługi na polu walki, za męstwo podczas II wojny światowej i podczas wyzwalania kraju.

## Zarys historii
Order został ustanowiony pod koniec wojny, 9 lutego 1945 roku, przez prezydenta Czechosłowacji na wygnaniu w Londynie Edwarda Benesza w celu nagradzania wybitną służbę wojskową. Mógł być nadawany zarówno obywatelom czechosłowackim, jak i obcym, jednostkom wojskowym i organizacjom. Tworząc ten order prezydent Beneš uzyskał odznaczenie, które mógł nadawać Czechosłowakom, gdyż jedyny do tej pory order ČSR, Order Lwa Białego, był w obu swych klasach, cywilnej i wojskowej, przeznaczony wyłącznie dla cudzoziemców. Jako odznaczenie wojenne Order Wojskowy Lwa Białego miał pierwszeństwo przed Orderem Lwa Białego przy posiadaniu obu odznaczeń.

## Podział orderu
Order dzielił się na 3 stopnie, w tym pierwszy i trzeci były dodatkowo podzielone na dwie klasy:
- I stopień:
  - Gwiazda I Klasy,
  - Gwiazda II Klasy,
- II stopień:
  - Krzyż,
- III stopień:
  - Złoty Medal,
  - Srebrny Medal[2].

## Wygląd insygniów
Gwiazda I Klasy była złocona, ośmiopromienna i posiadała w środku okrągły medalion z ukoronowanym białym lwem czeskim na czerwonym polu, z herbem Słowacji na piersi, otoczonym złotym napisem „Za vítězství” na błękitnym tle, z dwoma skrzyżowanymi złotymi mieczami u nóg lwa. Gwiazda II Klasy była srebrna, a napisy na niej były srebrne. Krzyż był złoty, emaliowany na czerwono, typu krzyża maltańskiego z trzema rozwidleniami ramion opatrzonymi kulkami. Medalion środkowy awersu był identyczny z medalionem Gwiazd I i II Klasy, medalion rewersu zawierał spleciony monogram republiki, „ČSR”, otoczony napisem „Pravda vítězí” – dewizą starszego Orderu Lwa Białego. Złoty Medal był złoty, na awersie ukazywał lwa czeskiego z herbem Słowacji na piersi, z dwoma skrzyżowanymi mieczami pod nogami i otoczonego napisem „Za vítězství”, na rewersie z monogramem ČSR otoczonym napisem „Pravda vítezí”. Srebrny Medal był identyczny, lecz srebrny. Krzyż oraz medale noszone były na wstędze Orderu Lwa Białego, czerwonej z dwoma białymi paskami. Gwiazda na pierś I i II Klasy, bez noszonej na wstędze oznaki orderu, była nietypowa, ale prezydent Benesz liczył się zapewne z koniecznością/przymusem nadawania orderu wojskowym sowieckim, a w systemie orderów ich kraju istniały wyłącznie gwiazdy.
W 1960 roku order zachowano i przystosowano jego wygląd do nowego godła i nazwy państwa: odebrano lwu koronę, zmieniono herb Słowacji na jego piersi, a także zmieniono inicjały na „ČSSR”. Republika Czeska orderu nie odnowiła.

## Baretki
| Baretki Czechosłowackiego Wojskowego Orderu Lwa Białego „Za zwycięstwo” | Baretki Czechosłowackiego Wojskowego Orderu Lwa Białego „Za zwycięstwo” | Baretki Czechosłowackiego Wojskowego Orderu Lwa Białego „Za zwycięstwo” | Baretki Czechosłowackiego Wojskowego Orderu Lwa Białego „Za zwycięstwo” | Baretki Czechosłowackiego Wojskowego Orderu Lwa Białego „Za zwycięstwo” | Baretki Czechosłowackiego Wojskowego Orderu Lwa Białego „Za zwycięstwo” |
| I stopień Gwiazda I Klasy                                               | I stopień Gwiazda II Klasy                                              | II stopień Krzyż                                                        | III stopień Złoty Medal                                                 | III stopień Srebrny Medal                                               | baretka ogólna                                                          |
| ----------------------------------------------------------------------- | ----------------------------------------------------------------------- | ----------------------------------------------------------------------- | ----------------------------------------------------------------------- | ----------------------------------------------------------------------- | ----------------------------------------------------------------------- |
|                                                                         |                                                                         |                                                                         |                                                                         |                                                                         |                                                                         |